# Felice Schwartz
Felice N. Schwartz (* 16. Januar 1925 in New York als Felice Toba Nierenberg; † 8. Februar 1996 in Manhattan, New York) war eine US-amerikanische Autorin, Feministin und Fürsprecherin für Frauen und Minderheiten. Schwartz gründete im Laufe ihrer Karriere zwei USA-weit tätige Förder- und Interessensorganisationen: 1945 gründete sie das National Scholarship Service and Fund for Negro Students (NSSFNS), eine Vereinigung, die Afroamerikanern Zugang zu höheren Bildungseinrichtungen verschaffen sollte. 1962 gründete sie Catalyst, eine US-Organisation zur Förderung von Frauen am Arbeitsplatz. Schwartz stand Catalyst drei Jahrzehnte als Präsidentin vor. Schwartz ist außerdem bekannt für ihren umstrittenen Artikel "Management Women and the New Facts of Life," der im Harvard Business Review im Jahr 1989 veröffentlicht wurde. Mit diesem Artikel brachte sie andere Feministinnen wie Betty Friedan gegen sich auf, denn Schwartz betonte die Unterschiede zwischen Mann und Frau und schlug einen speziellen Karrierepfad speziell für Mütter vor, der unter dem Stichwort "Mommy Track" debattiert wurde.

## Jugend und Familie
Schwartz wurde am 16. Januar 1925 in New York als Felice Toba Nierenberg geboren. Ihre Eltern waren der Geschäftsmann Albert Nierenberg und seine Frau Rose Irene (geborene Levin). Nach dem Schulabschluss in Cooperstown, New York, ging sie an das Smith College, wo sie 1945 ihren Abschluss machte. 1946 heiratete sie den Mediziner Irving Schwartz, mit dem sie drei Kinder aufzog, darunter den Politikberater Tony Schwartz. Nach dem Tod ihres Vaters 1951 übernahm sie mit ihrem Bruder das angeschlagene Familienunternehmen, das sie erfolgreich wiederaufbauten und vier Jahre später verkauften.

## Karriere
Nach dem Abschluss am Smith College 1945 versuchte Schwartz, das Problem der extrem niedrigen Zahl der afroamerikanischen Studenten anzugehen. Weil sie eine der wenigen jüdischen Studenten auf ihrer High School war, konnte Schwartz die Isolation der Afroamerikaner am Smith College nachfühlen. Im selben Jahr gründete sie den National Scholarship Service and Fund for Negro Students. Die Organisation bat Colleges und Universitäten, ihre Türen afroamerikanischen Bewerbern zu öffnen, und fand für qualifizierte Studenten passende vorhandene Stipendien. 1951 verließ Schwartz die Organisation, um dabei zu helfen, das Familiengeschäft zu führen. Sie stieß jedoch schnell auf Schwierigkeiten, als Frau eine Firma zu leiten, und sie beschloss, nach der Geburt ihres zweiten Kindes eine berufliche Pause einzulegen. Sie bekam noch ein drittes Kind und war damit insgesamt neun Jahre außerhalb des Arbeitslebens. Während dieser Auszeit war sie über die Hindernisse frustriert, die den Einstieg oder Wiedereinstieg gut ausgebildeter Mütter wie ihr ins Arbeitsleben verhinderten.
1962 nahm Schwartz Kontakt mit den Präsidenten verschiedener Colleges auf, und eine Handvoll von ihnen wurden der Vorstand von Catalyst Inc. Diese neue Organisation – so die Hoffnung von Schwartz – würde sich mit den Problemen befassen, mit denen Schwartz und andere als Geschäftsfrauen und Mütter konfrontiert waren. Die Mission von Catalyst war es damals, das ungenutzte Potential der ausgebildeten Frauen, die Familie und Arbeit kombinieren wollten, und die Bedürfnisse des Landes zusammenzubringen. Schwartz führte Catalyst dreißig Jahre als Präsidentin, bis sie 1993 in den Ruhestand ging.
Schwartz starb am 8. Februar 1996 in Manhattan.

## Debatte umThe Mommy Track
Während ihrer beruflichen Laufbahn war Schwartz eine produktive Autorin. Das Werk, für das sie am bekanntesten ist, ist der Artikel Management Women and the New Facts of Life, der im Harvard Business Review 1989 veröffentlicht wurde. Der Artikel wurde als Vorschlag interpretiert, dass Firmen zwei Karrierepfade für Frauen schaffen sollen: einer für Frauen, die sich wünschen, Karriere und Familie in Einklang zu bringen, und einer für Frauen, für die Karriere höhere Priorität hat. Dies löste eine heftige Debatte aus, nachdem The New York Times Schwartz’ Idee verspottete und sie mit "Mommy Track" betitelte. Schwartz erklärte jedoch, dass ihr Artikel missverstanden wurde: "Ich habe gegen die Politische Korrektheit verstoßen, weil ich gesagt habe, dass Frauen nicht bloß wie Männer sind. Was ich dann sagte – und immer noch sage – ist, dass Frauen vielen, vielen Hürden am Arbeitsplatz gegenüber stehen, denen Männer nicht gegenüber stehen müssen. Ich habe zu der Männergruppe an der Spitze gesagt: "Anstatt das Talent der Frauen zu verschwenden, tut lieber etwas dagegen!""

## Publikationen (Auswahl)
- Mit Margaret H. Schifter, Susan S. Gillotti: How to Go to Work When Your Husband Is Against It, Your Children Aren’t Old Enough, and There’s Nothing You Can Do Anyhow. Simon and Schuster, New York 1972.
- Management Women and the New Facts of Life, 1989. In: Nancy J. Rosenbloom (Hrsg.): Women in American History Since 1880: A Documentary Reader. Wiley-Blackwell, Oxford 2010, ISBN 978-1-4051-9049-7, S. 219–223.
- Mit Jean Zimmerman: Breaking with Tradition: Women and Work, The New Facts of Life. Warner, New York 1992, ISBN 978-0446516006 (deutsch Frauenkarrieren: ein Gewinn für Unternehmen. Übersetzt von Patricia Künzel. Campus Verlag, Frankfurt a. M. /New York 1993, ISBN 3-593-34848-9).
- Mit Suzanne K. Levine: The Armchair Activist: Simple Yet Powerful Ways to Fight the Radical Right. Riverhead Trade, New York 1996, ISBN 978-1573225496.